# Hudební kodex
Hudební kodex (latinsky codex musicae) je významná sbírka hudebních skladeb nebo hudebněteoretických spisů, která má zpravidla podobu rukopisu. Hudební kodexy mohou mít vícero účelů a způsobů využití:
- uspořádání hudebních spisů či útržků pro potřeby církve nebo jiné ceremonie
- sbírky útržků skladeb rozšířených ve své době, jak pro různé hudební nástroje, tak pro zpěv
- smíšené sbírky s vloženými lyrickými či básnickými texty (carmy) a úryvky z těchto poesií, jako např. text Carmina Burana
- sbírka spisů útržků didaktického typu, kodexy hudební skladeb

## Hudební kodexy
- Bamberský kodex
- Carmina Burana
- Codex Calixtinus
- Codex Manesse
- Codex Rossi
- Codex Faenza
- Caioniho kodex
- Laudarium cortonensis
- Cantigas de Santa Maria
- Codex de Chantilly
- Codex Chigi
- Codex Las Huelgas
- Codex Montpellier
- Codex Sangallensis 359
- Codex Squarcialupi
- Chanson de toile
- Etonský sborník
- Lambethský sborník
- Pepysův manuskript
- Ritsonův manuskript
- Missarum - Liber Tertius
- Llibre vermell de Montserrat
- Sborník Caius
- Winchesterský tropář

české
- Antifonář královny Rejčky
- Sedlecký antifonář
- Svatovítský tropář